# Andrij Nemtschaninow
Andrij Nemtschaninow (ukrainisch Андрій Немчанінов, engl. Transkription Andriy Nemchaninov, auch russisch Андрей Немчанинов – Andrei Nemtschaninow – Andrey Nemchaninov; * 27. November 1966) ist ein ehemaliger ukrainischer Kugelstoßer.
1992 wurde er Meister der Gemeinschaft Unabhängiger Staaten, 1993 und 1996 ukrainischer Meister.
Bei den Olympischen Spielen 1992 schied er, für das Vereinte Team startend, ebenso in der Qualifikation aus wie als Repräsentant der Ukraine bei den Leichtathletik-Weltmeisterschaften 1993 in Stuttgart. Bei den Leichtathletik-Halleneuropameisterschaften 1996 in Stockholm wurde er Achter.
Von 1998 an startete er zeitweise für Russland, bevor er wieder die ukrainische Nationalität annahm.

## Persönliche Bestleistungen
- Kugelstoßen: 20,60 m, 22. Juni 1992, Moskau
  - Halle: 20,95 m, 30. Januar 1988, Kiew